# Aegomorphus quadrigibbus
Aegomorphus quadrigibbus là một loài bọ cánh cứng trong họ Cerambycidae.